# アイ・ジョージ
アイ・ジョージ（本名：石松 譲冶（いしまつ じょうじ）、1933年9月27日 - 2025年1月18日）は日本の歌手、俳優。
芸名は本名の苗字のイニシャル「I」と名前である「じょうじ」が由来である。

## 来歴
1933年、香港（当時は英国領）生まれ。父親が日本人（石油会社の役員）で母親がスペイン系フィリピン人。
3歳の頃に母が他界。父の仕事の都合で、香港、大連、上海、マニラを転々としながらも、不自由のない裕福な幼少時代を過ごす。1943年、父がバタヴィアへ出征することになり、父方の祖母と大阪へ渡る。1944年、香川県へ集団学童疎開。1945年3月、大阪に一人残っていた祖母が空襲で亡くなったため、事実上孤児となり、長野県飯田市の果樹園へ引き取られる。1948年、消息不明だった父が南方での服役を経て復員。果樹園を出て、父との同居を夢見ながら大宮のパン屋に住み込みで働く。だが、その3ヵ月後、刑務所生活で体が弱っていた父が他界。それから6年間、パン屋・菓子屋・運送屋・ボクシング選手・競輪選手・ハンコ屋等さまざま職業を転々とする。
1953年、流しの歌手としてナイトクラブや米軍キャンプで歌っていた頃、仲間に勧められてテイチク（現・テイチクエンタテインメント）の歌手採用試験を受けて合格。黒田春雄という芸名で、シングル『裏街ながし唄』でデビュー。キャッチフレーズは「第二の田端義夫」。
しかし、歌謡曲を歌う歌手として売り込みたいレコード会社の戦略とジャズ歌手として売っていきたい本人の主張が噛み合わず、また、レコードも売り上げが伸びなかったこともあり、『心の十字路』『オー・ハッピデー/涙のチャペル』（伴奏：バッキー白片とアロハ・ハワイアンズ）など数枚をリリースしたのみでテイチクを退社。再び、流しの歌手として日本各地を回る。
1959年、当時、大阪最大のナイトクラブであった高級クラブ「アロー」に外国人歌手の代理として出演。ステージに立ったところ大盛況であった。支配人に見込まれ、アロー専属歌手となる。その頃、俳優の森繁久彌に見込まれ、森繁劇団の大阪・新歌舞伎座公演に流し役で出演。
1959年12月、トリオ・ロス・パンチョスの日本公演の前座歌手となり、改めてアイ・ジョージとしてデビュー。同じ前座歌手だった坂本スミ子共々大いに売り出す。再びテイチクとレコード契約を結ぶ。
NHK紅白歌合戦（NHK総合・ラジオ第1）には1960年から1971年まで12回連続出場（詳細はNHK紅白歌合戦出場歴を参照）。
アローは1960年代からブームを引き起こしたドドンパの発祥の地であり、アイ・ジョージもドドンパを歌い、壽屋（現・サントリーホールディングス）のトリスウイスキーのテレビCMには本人出演と本人歌唱でアンクルトリスのアニメと共演をしている。この時の楽曲「人間らしく やりたいナ」（作詞:開高健、作曲・編曲・歌:アイ・ジョージ）は坂本スミ子の「祇園でドドンパ」のB面としてテイチクから1962年にシングルが発売されている。
外国曲を中心に歌っていたが、オリジナル曲では1961年には自作曲「硝子のジョニー」、1965年には歌謡曲「赤いグラス」を志摩ちなみとのコンビで歌い、ヒットした。
1963年10月8日 - 10日、日本人ポピュラー歌手では初となるアメリカ合衆国ニューヨーク市のカーネギー・ホール公演を果たす。公演の内容は納得のいく出来であり当時は大成功と報道されたが、PR不足などもあって入場者が少なく日本人ばかりで興行的には失敗であった。
1969年、スペイン人等を集めたバンド“ザ・ジャパニーズ”を結成。
晩年は表舞台に出ることはなく、心臓にペースメーカーを入れながらも知人のスナック等で歌っていた。
2025年1月、東京都内の自宅で倒れている所を親族によって発見され、死亡が確認されたことが1月20日に報道され、その後に正式な死没日が1月18日であったことが判明した。91歳没。
一般社団法人映像コンテンツ権利処理機構においては不明権利者とされている。

## 金銭トラブル
2004年末、『週刊ポスト』に、『世界規模のチャリティCD製作を謳い集めた金 2億5000万の用途不明』という見出しの記事が掲載された。記事によれば、チャリティCDの計画は1990年頃に起ち上げたものであり、アイの自作曲にクインシー・ジョーンズ、マイケル・ジャクソン、マライア・キャリー、スティーヴィー・ワンダーらが参加して制作されるという気宇壮大な計画。世界規模で300億の売り上げを見込んでいるという触れ込みを謳い、実業家らから出資を募った。集めた金は20億円以上であるという。その計画が一向に進まない上に進捗報告もないため、今回告発した実業家が調査会社に依頼して実態調査をさせたところ、CD制作が進展した痕跡も無いことが判明。他にもアイに対して不信感を示して告訴を検討している実業家が多数いるという（記事タイトルの「2億5000万」は告発した実業家の投資額）。
この告発記事について、当時マイアミ滞在中であったアイ本人の話では、「彼ら（スポンサーの実業家たち）とは制作過程でボタンの掛け違いが生じてしまった。（CDは）遅れ遅れではあるが来春できる。大物プロデューサーは集まって来ているし、ビッグスターとも多数接触している。参加するのは誰と言われても、いい方向でやっているとしか言えない。レコード会社との交渉はこれからだ。（自身の）年は年だが健康そのもの、悪いところはまったく無く、くたばる気がまったくしない。このプロジェクトは石にかじりついてでも仕上げる」と豪語していたが、本人が語った来春（2005年春）はおろか2021年現在まで完成したというニュースは伝わっていない。
その後もマスコミに取り上げられる金銭トラブル（疑惑）の中心人物にアイの名前が挙がることがあり（2007年には『週刊新潮』の誌上に登場）、その都度、本人は潔白を主張している。

## NHK紅白歌合戦出場歴
| 年度/放送回               | 曲目               | 対戦相手       |
| ------------------------- | ------------------ | -------------- |
| 1960年（昭和35年）/第11回 | ラ・マラゲーニャ   | 藤沢嵐子       |
| 1961年（昭和36年）/第12回 | 硝子のジョニー     | 雪村いづみ     |
| 1962年（昭和37年）/第13回 | ククルクク・パロマ | ペギー葉山     |
| 1963年（昭和38年）/第14回 | ダニー・ボーイ     | 雪村いづみ     |
| 1964年（昭和39年）/第15回 | 紅子のバラード     | 西田佐知子     |
| 1965年（昭和40年）/第16回 | 赤いグラス         | 岸洋子         |
| 1966年（昭和41年）/第17回 | 夜のストレンジャー | 越路吹雪       |
| 1967年（昭和42年）/第18回 | カチューシャ       | ザ・ピーナッツ |
| 1968年（昭和43年）/第19回 | 別れのバラード     | 青江三奈       |
| 1969年（昭和44年）/第20回 | ククルクク・パロマ | カルメン・マキ |
| 1970年（昭和45年）/第21回 | リパブリック讃歌   | 由紀さおり     |
| 1971年（昭和46年）/第22回 | 自由通りの午後     | 伊東ゆかり     |

## ディスコグラフィ

### シングル
テイチクレコード
黒田春雄名義。
- 裏街ながし唄／灯かげの唄（菊池章子）
- 追憶のギター／海の鳴る夜（竜野美智子）
- 心の十字路／君は遥かな青い鳥（櫻町京子）
- 泪のチャペル／おゝハッピー・デイ

アイ・ジョージ名義。
- ラ・マラゲーニャ（La Malagueña）／ルンバ・ハポネサ（トリオ・ロス・パンチョスへ捧げた曲）（1960年、NS-208）
- カチート／キサス・キサス（NS-241）
- マカレナの乙女／キエン・セラ（NS-294）
- 硝子のジョニー／初恋のブルース（坂本スミ子）（1961年、NS-336）
- ク・ク・ル・ク・ク・パロマ（Cucurrucucú paloma）／シェリトリンド（NS-353）
- 聖者の行進（アイ・ジョージ、坂本スミ子、古谷充）／二人でお茶を（アロー・ジャズ・オーケストラ）（NS-386）
- カミノス／パシート・デ・チャ・チャ・チャ（坂本スミ子）（NS-406）
- 哀愁のトランペット／朝も夜も忘れて（NS-559）
- 二人だけの砦／海へ行く道（NS-692）
- 愛のきらめき／ため息つくのは貴方のせい（古谷充）（NS-731）
- サンフランシスコの思い出／ダニー・ボーイ（SN-32）
- 紅子のバラード／君の心の湖で（1964年6月、SN-77）
- 阿波のついパッパ／阿波踊り（ますみ）（1964年、39-20）
- 女の切札／黒い珈琲（SN-112）
- ワン・レイニー・ナイト・イン・トウキョウ／星に希いをかけるとき（SN-181）
- 赤いグラス（志摩ちなみとデュエット）／哀愁の人（志摩ちなみ）（1965年、SN-209）
- 東京夫人／夢を呼ぶ男（SN-240）
- 硝子のジョニー（作詞：石濱恒夫、作曲：アイ・ジョージ）／ラ・マラゲーニャ（SN-352）
- 何日君再来／アリラン（SN-402）
- めぐり逢い／道頓堀左岸（SN-550）
- 別れのバラード／雲を空を貴方を（SN-700）
- 夜が泣いている／夢さめて（SN-757）
- アスタ・マニアーナ／霧のブルーナイト（SN-991）
- 遠くへ行きたい／なみだを拭こう（1970年、SN-1090）
- 自由通りの午後／プリティーエンゼル（1971年1月1日、SN-1163、ニッポン放送「コッキー・ポップ」の初代テーマ曲）
- 戦友／佐渡おけさ（SS-1）
- 赤いグラス（志摩ちなみとデュエット）／硝子のジョニー（RS-346）

オレンジハウスレコード（現・徳間ジャパンコミュニケーションズ）
- あばよルージュよカクテルよ／人間模様（ORF-122）-　両曲とも、作詞：阿久悠、作曲・編曲：川口真
- 北緯四十三度のバラード／北の岬で待つ女（PRO-101）
- 北国の海（東日本フェリーCM曲）／ブルーカントリー（PRO-102）
- 愛してます青森（青森県イメージソング）

日本コロムビア
- サーカスの娘／昔かたぎ（1974年、P-338）-　作詞：橋本淳、作曲：中村泰士、編曲：高田弘
- あなたはいま翔んでいますか／演歌をうたおう（1977年、PK-73）
- チサラ／赤いグラス（1978年、PK-111）-　歌手生活20周年記念盤。榊原るみとデュエット
- 硝子のジョニー／哀愁のジョニー（1978年、PK-112）-　歌手生活20周年記念盤
- ラ・マラゲーニャ／ク・ク・ル・ク・ク・パロマ（1978年、PK-113） -　歌手生活20周年記念盤
- Dedicato Al Mare Egeo = エーゲ海に捧ぐ／Lisa Del Mare Egeo = エーゲ海のリーザ（1979年4月、PK-147）

### アルバム
テイチクレコード
- アイ・ジョージ - ヒット集（SS-85）

日本コロムビア
- 無題〜アイ・ジョージ　男の歌（1979年、PZ-2008-09）

## 出演

### テレビ
- 23時ショー（1971年 - 1973年、毎日放送）

### テレビドラマ
- 仕事人大集合（1982年、朝日放送）-　セクンデ 役

### 映画
- ある恋の物語（1960年、日活）
- 充たされた生活（1962年、松竹）
- アイ・ジョージ物語　太陽の子（1962年、東映） ※自伝的映画
- 硝子のジョニー 野獣のように見えて（1962年、日活）
- 日本の夜（1962年、大映）
- 十一人のギャング（1963年、東映）
- 傷だらけの不敵者（1963年、東映）
- ギャング同盟（1963年、東映）
- 二人だけの砦（1963年、松竹）
- ミスター・ジャイアンツ 勝利の旗（1964年、東宝）
- 顔役（1965年、東映）
- 続 網走番外地（1965年、東映）
- 赤いグラス（1966年、日活）
- 出獄の盃（1966年、大映）
- 昭和最大の顔役（1966年、東映）
- 悪名 縄張荒らし（1974年、勝プロ/東宝）
- セカンド・ラブ（1983年、東映）

### ラジオ
- アイジョージの体験探訪（文化放送）

### CM
- 洋酒の壽屋「トリスウイスキー」（1961年）
- 興和「キューエンドピーコーワ80」（1971年）